# Schlachtgeschwader 4
La Schlachtgeschwader 4 (SG 4) (4e escadron d'attaque au sol) est une unité d'attaque au sol de la Luftwaffe pendant la Seconde Guerre mondiale.

## Opérations
Le SG 4 a mis en œuvre principalement des avions Focke-Wulf Fw 190F/G.

## Organisation

### Stab. Gruppe
Le Stab./SG 4 est formé le 18 octobre 1943 à Plaisance à partir du Stab/Sch.G.2.

Geschwaderkommodore (commandant de l'escadron) :
| Début            | Fin              | Grade  | Nom                                 |
| ---------------- | ---------------- | ------ | ----------------------------------- |
| 18 octobre 1943  | 26 mai 1944      | Major  | Georg Dörffel (en) (Mort au combat) |
| 1er juin 1944    | 25 décembre 1945 | Major  | Ewald Janssen                       |
| 28 décembre 1944 | 1er janvier 1945 | Oberst | Alfred Druschel (Mort au combat)    |
| 3 janvier 1945   | 8 mai 1945       | Major  | Werner Dörnbrack                    |

### I. Gruppe
Formé le 18 octobre 1943 à Plaisance à partir du II./Sch.G. 2 avec :
- Stab I./SG 4 à partir du Stab II./Sch.G.2
- 1./SG 4 nouvellement créé
- 2./SG 4 nouvellement créé
- 3./SG 4 à partir du 6./Sch.G.2

En novembre 1943, le 1./SG 4 devient le 4./SG 77 et est reformé.

Gruppenkommandeure (Commandant de groupe) :
| Début             | Fin               | Grade     | Nom             |
| ----------------- | ----------------- | --------- | --------------- |
| Octobre 1943      | 1er décembre 1943 | Major     | Werner Dörnback |
| 1er décembre 1943 | 28 avril 1944     | Major     | Heinrich Zwipf  |
| 28 avril 1944     | 4 janvier 1945    | Major     | Werner Dörnback |
| 4 janvier 1945    | Mai 1945          | Hauptmann | Fritz Schröter  |

### II. Gruppe
Formé le 18 octobre 1943 à Viterbe à partir du II./SKG10 avec :
- Stab II./SG 4 à partir du Stab II./SKG 10
- 4./SG 4 à partir du 4./SKG 10
- 5./SG 4 à partir du 5./SKG 10
- 6./SG 4 à partir du 6./SKG 10

Gruppenkommandeure :
| Début            | Fin              | Grade     | Nom                                   |
| ---------------- | ---------------- | --------- | ------------------------------------- |
| 18 octobre 1943  | 18 mai 1944      | Hauptmann | Gerhard Walther (en) (Mort au combat) |
| 19 mai 1944      | 6 juillet 1944   | Hauptmann | Friedrich-Wilhelm Strakeljahn         |
| 6 juillet 1944   | 11 novembre 1944 | Major     | Werner Dedekind                       |
| 11 novembre 1944 | Décembre 1944    | Major     | Hans Stollenberger                    |
| Décembre 1944    | 27 janvier 1945  | Major     | Gerhard Weyert                        |
| Janvier 1945     | Mai 1945         | Major     | Berlage                               |

### III. Gruppe
Formé le 18 octobre 1943 à Graz à partir du III./SKG 10 avec :
- Stab III./SG 4 à partir du Stab III./SKG 10
- 7./SG 4 à partir du 7./SKG 10
- 8./SG 4 à partir du 8./SKG 10
- 9./SG 4 à partir du 9./SKG 10

Gruppenkommandeure :
| Début           | Fin             | Grade | Nom             |
| --------------- | --------------- | ----- | --------------- |
| 18 octobre 1943 | 10 janvier 1944 | Major | Werner Dedekind |
| 10 janvier 1944 | Décembre 1944   | Major | Gerhard Weyert  |
| ?               | 8 mai 1945      | Major | Hans Weber      |